# Edwin Shneidman
Edwin S. Shneidman, né le 13 mai 1918 à York et mort le 15 mai 2009 à Los Angeles, est un psychologue clinicien, spécialiste des questions liées à la suicidologie et à la thanatologie. En collaboration avec Norman Farberow et Robert Litman, il fonde en 1958 un centre de prévention du suicide à Los Angeles.
En 1968, il fonde l'Association américaine de suicidologie et une revue d'études sur le suicide, Suicide and Life-Threatening Behavior. En 1970, il devient professeur de thanatologie à l'université de Californie. Il a publié des ouvrages sur le suicide et sa prévention.

## Biographie
Né dans une famille russe émigrée, il fait ses études à l'université de Californie à Los Angeles (UCLA)  où il obtient un master en psychologie, en 1940. Il sert dans l'armée durant la Seconde Guerre mondiale, puis il poursuit ses études universitaires, obtenant un doctorat de psychologie clinique à l'université du Sud de la Californie (USC). Il fait des stages à l'hôpital des anciens combattants de Brentwood à la fin des années 1940. C'est là qu'il commence à s'intéresser au problème du suicide.
En 1958 avec Norman Farberow et Robert Litman, ils fondent le centre de prévention du suicide de Los Angeles, devenant ainsi les pionniers des recherches sur le suicide. Litman en prend la direction de ce centre pour lequel Shneidman obtient un financement du National Institutes of Health (NIH). En 1966, Shneidman devient responsable d'un projet national du NIH qui établit des centres de prévention du suicide, en étendant le nombre des centres à cent, dans 40 états des États-Unis, en trois ans.
En 1968, il fonde l'Association américaine de suicidologie et sa revue bimensuelle, Suicide and Life Threatening Behavior. L'association est actuellement dirigée par Michelle Linn-Gust.
En 1970, il devient le premier professeur de thanatologie à l'UCLA, où il enseigne jusqu'en 1988.

## Distinctions et postérité
- 1973 : fondation du prix Edwin S. Shneidman par l'Association américaine de suicidologie, qui honore des chercheurs de moins de 40 ans pour leur contribution à la recherche en suicidologie.
- 1987 : Distinguished Contributions to Public Service de l'Association américaine de psychologie (APA)
- 2005 : doctorat honoris causa de Marian College qui a mis en place un programme de thanatologie éponyme
- 2007 : prix Erasing the Stigma Leadership du Didi Hirsch Community Services Center.

## Publications
- Clues to Suicide, avec Norman Farberow, 1957
- Cry for Help (with Farberow) 1961
- Essays in Self Destruction 1967
- The Psychology of Suicide: A Clinician's Guide to Evaluation and Treatment (with Farberow and Robert E. Litman), 1970
- Death and the College Student: A Collection of Brief Essays on Death and Suicide by Harvard Youth, 1973
- Deaths of Man (1973)Suicidology: Contemporary Developments, 1976
- Suicide Thoughts and Reflections, 1960–1980, 1981
- Death: Current Perspectives, 1984
- The Definition of Suicide, 1985
- Suicide as Psychache: A Clinical Approach to Self-Destructive Behavior, 1993
- Voices of Death, 1980
- The Suicidal Mind, 1998
- Lives & Deaths: Selections from the Works of Edwin S. Shneidman, 1999
- Comprehending Suicide: Landmarks in 20th-Century Suicidology, 2001
- Autopsy of a Suicidal Mind, 2004
- Avec David A. Jobes, Managing Suicidal Risk: A Collaborative Approach, 2006
- A Commonsense Book of Death: Reflections at Ninety of a Lifelong Thanatologist, 2008